# Brit Beludzsisztán
Brit Beludzsisztán (Beludzsisztáni tartományi főkormányzóság) (Urdu: بلوچستان ,چیف کمشنر صوبہ) Brit India, majd később Pakisztán egyik tartománya volt, amely a mai Beludzsisztán északi részén helyezkedett el.

## Történelem
A tartomány eredetileg az 1876–1891 közti időszakban alakult ki három szerződés következtében, amelyeket Robert Groves Sandeman és Kudadad Kalati kán kötöttek egymással. Sandeman lett a brit igazgatás alá került területek politikai ügynöke, amelyek stratégiailag fontosak voltak, mert Brit India és Afganisztán közé ékelődtek. Kvettában egy katonai bázist hoztak létre, amely rendkívül fontos szerepet játszott a második, illetve harmadik afgán háborúban.
A tartomány Pakisztán része lett 1947-ben és továbbra is a főbiztos irányította. Csak 1955-ben szűnt meg, mikor megalakult Nyugat-Pakisztán aminek része lett. Nyugat-Pakisztán 1970-ben megszűnt. Kán Abdul Vali kán a politikai hatalmat a pastuknak akarta adni. A korábbi Brit Beludzsisztán a Beludzsisztáni államszövetséggel, Gvadar városával megalakították a nagyobb kiterjedésű Beludzsisztánt kormányzóval, miniszterelnökkel és tartományi közgyűléssel az élen.

## Demográfia
A tartomány lakossága egyenletesen oszlott meg a beludzs törzsek közt délen és nyugaton, illetve a pastu törzsek közt északon.

## Kormányzat
A tartomány főbiztosát a Szövetségi kormány nevezte ki. Bár nem volt választott törvényhozás a főbiztos megbeszélhette ügyeit a sahi dzsirgával, ami egy törzsi vezetőkből álló gyülekezet volt.
A tartomány három területi egységre oszlott – a lakott területekre, a politikai ügynökségekre, valamint a törzsi területekre. A lakott területek főként Kvetta és Dzsafarabad környéke voltak. Az ügynökségek közé tartoztak a Zob ügynökség, Kvettától északra és a Csagai ügynökség, nyugatra, amit egy vékony földsáv kötött össze a tartomány többi részével. A törzsi területek a következők voltak - Bugti és Marri törzsi ügynökségek, amelyek később Tartományilag irányított Törzsi Területek lettek az új Beludzsisztáni tartományban.
| Hivatali idő                           | Beludzsisztán főbiztosa          |
| -------------------------------------- | -------------------------------- |
| 1947. augusztus 15. – 1947. október 3. | Sir Geoffrey Prior               |
| 1947. október 3. – 1948. április 8.    | Sir Ambrose Dundas Fluxus Dundas |
| 1948. április 9. – 1949. január 18.    | Arthur Cecil Grant Savidge       |
| 1949. január 19. – 1949. július 16.    | Szahibzada Mohamed Kursíd        |
| 1949. július 16. – 1952. november 18.  | Mian Aminudín                    |
| 1952. november 18. – 1953. február 13. | Ismeretlen                       |
| 1953. február 13. – 1954. november 8.  | Kurban Ali kán                   |
| 1954. november 8. – 1955. július 19.   | Szardár Bahádur kán              |
| 1955. július 19. – 1955. július 25.    | R.A.F. Hyride                    |
| 1955. július 26. – 1955. október 14.   | R. A. M. Shaker                  |
| 1955. október 14.                      | A tartomány megszűnt             |

## Fordítás
Ez a szócikk részben vagy egészben  a   Baluchistan (Chief Commissioner's Province) című angol Wikipédia-szócikk fordításán alapul.  Az eredeti cikk szerkesztőit annak laptörténete sorolja fel. Ez a jelzés csupán a megfogalmazás eredetét és a szerzői jogokat jelzi, nem szolgál a cikkben szereplő információk forrásmegjelöléseként.